# Bourtange
Bourtange es una pequeña ciudad situada en la provincia de Groninga, en los Países Bajos. Su principal atractivo es su importante fortaleza, que ha sido cuidadosamente restaurada y preservada para mostrar su esplendor histórico.
Su población relativamente reducida; según el censo más reciente, su población es de alrededor de 430 habitantes. A pesar de no ser un poblado muy destacado, su reconocimiento viene de parte del turismo atraído por la ciudad amurallada.

## Historia
La historia de Bourtange se remonta al siglo XVI, cuando la región estaba bajo el control del Imperio español. Para protegerse de las invasiones, se construyó una fortaleza con forma de estrella en el año 1593. Durante siglos, la fortaleza desempeñó un papel crucial en la defensa de la región contra las incursiones enemigas, especialmente durante la Guerra de los Ochenta Años ordenada por Guillermo de Orange.

## Fortaleza y turismo

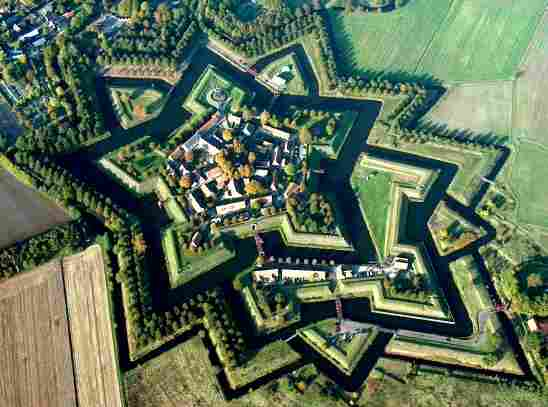
La fortaleza de Bourtange, tras su restauración para que recupere su aspecto de 1750.

La fortaleza de Bourtange es un ejemplo reconocido de la arquitectura militar de la época. Está rodeada por un foso en forma de estrella, con bastiones estratégicamente ubicados en cada esquina. En el interior, se pueden encontrar calles empedradas, antiguas casas de guardias y otros edificios históricos que permiten observar cómo era la vida de la fortaleza cuando se encontraba en funcionamiento. En 1960, se inició un proyecto de restauración para devolver la fortaleza a su estado original, y desde entonces ha sido reconocida como un sitio de importancia histórica nacional.
La fortaleza ha convertido a Bourtange es un destino turístico popular, que atrae a visitantes de todo el mundo. Los turistas tienen permitido explorar las murallas de la fortaleza (convertida en un museo a cielo abierto), visitar el Museo de la Guerra de los Ochenta Años, así como también se llevan adelante eventos que recrean la vida en la ciudadela en épocas pasadas. Por otro lado, la ciudad y sus alrededores poseen grandes parques utilizados para la práctica de senderismo y ciclismo.